# 코닐리어스 반틸
코넬리우스 밴틸(영어: Cornelius Van Til, 1895년 5월 3일 ~ 1987년 4월 17일)은 네덜란드 후루테가스트에서 태어났으며, 미국 필라델피아에 있는 웨스트민스터 신학교에서 오랜동안 변증학을 가르친 신학자이다. 변증학에 있어서 전제주의 변증은 그의 대명사이다.

## 생애
반틸은 낙농업자였던 이테 반틸과 그의 아내 클라시나 반 데르 빈 사이의 여섯번째 아들로 태어났다.
그는 그의 가족 중에 처음으로 고등 교육을 받았다.
1914년에 칼빈 예비학교에 입학하여 칼빈 칼리지를 졸업하였고, 칼빈 신학교에 1년을 다녔는 데, 그 곳에서 루이스 벌코프 밑에서 수학을 하였으나, 곧 프린스턴 신학교로 옮겨가 그 곳에서 박사학위를 받게 된다.
프린스턴에서 교수직을 시작하였지만, 동료 교수와 함께 웨스트민스터 신학교를 세우고, 그곳에서 43년을 가르쳤다. 1972년 은퇴하기 전까지 그곳에서 변증학과 조직신학을 가르쳤다. 그는 정통장로교회의 목회자로 고든 클라크와 하나님의 불가해성에 대하여 논쟁을 벌였으면, 이것을 클라크-반틸 논쟁으로 부른다.

## 전제주의 변증방법
코닐리어스 밴틸(Cornelius Van Til)이 전제주의 변증방법을 주장하다. 이 방법은 기독교 믿음이 이성적 사고를 위한 유일한 기초라고 믿는 것이다. 전제주의는 먼저 성경은 하나님의 계시이며 다른 세계관들의 결함을 드러내려고 시도한다. 인간은 전제를 떠나서는 인간 경험에 대해 이해할 수 없다고 주장하며, 비 그리스도인은 이성적으로 중립적인 추론을 할 수 없다고 주장한다.이 방법은 그렉 반센에 의해서 대중화되었다.

### 아브라함 카이퍼와벤저민 워필드의 합성
아브라함 카이퍼는 신앙주의를 가지고 있다고 보는가에 대해 반틸은 그렇다고 대답한다. 반틸은 벤자민 워필드에 대항하면서 카이퍼의 편에 선 것으로 보이지만, 반틸은 그의 변증학적 방법이 그 둘을 모두 합성한 것으로 묘사하고 있다. 그레그 반슨은 바로 반틸을 이해하는 것이 이 두 사람을 어떻게 반틸이 찬성하고 반대하는 가를 아는 것이 중요하다고 지적한다.
카이퍼와 같이, 반틸은 기독교인과 비기독교인이 서로 다른 절대기준을 갖고 있으며, 모든 삶의 방면에서 다른 해석을 갖고 있다고 전제한다. 하지만, 워필드와 같이, 기독교를 이성적으로 증명하는 것은 가능하다고 생각한다. 반틸은 "하지와 워필드는 기독교 합법적으로 이성이 모든 면에서 필요하다고 강조했다. 기독교는 비이성적이지 않다. 분명히, 믿음으로 받아들여져야 한다. 하지만, 맹목적 믿음은 아니다. 기독교는 이성적으로 방어할 수 있다. 워필드처럼, 반틸은 성령께서 비신자를 회심하는 데 불신에 대하여 논쟁을 사용하신다" 고 주장하였다.
반틸은 카이퍼와 워필드로부터 세가지 방법을 알아냈다. 그는 "누군가가 다른 전제들을 갖고 있는가에 대하여 어떻게 논할 수 있는가?"라는 질문에 대하여, '초월적인 논증' 즉, 어떤 전제들은 이성의 가능성에 대하여 필요한 것이 증명되어야 한다고 보았다. 그는 비기독교인들의 전제조건가 불합리와 자기패배를 낳게 한다고 주장하였다.
결론적으로, 반틸은 기독교인과 비기독교인들 사이에 공통점이 없는데, 그것은 그들의 전제조건들, 즉, 해석의 궁극적 원칙들이 다르다는 것이다. 비기독교인들은 그들의 전제조건에 대하여 일치되지 않도록 생각하기 때문이다. 기독교 변증론자들은 궁극적 원칙들의 차이를 지적한 뒤, 비기독교인들이 왜 불합리에 빠지는 지를 보여주면 된다.

### 초월적 논증
반틸의 초월적 논증의 내용은 존재론적 삼위일체 교리이며, 이것은 하나님의 창조 사역과 관련 없이 각각의 삼위 간의 상호관계와 관련이 있다. 이것이 바로 하나님의 인격적인 면이데 이것은 이성의 가능성을 위해 필요하다. R.J. 루쉬두니는 " 반틸의 글 전체는 존재론적 삼위일체의 개념과 철학적 연관관계의 발전에 있다'라고 말한다. 존재론적 삼위일체는 반틸에게 매우 중요한데, 그것은 반틸리 "구체적인 보편성" 과 " 하나와 다수의 문제"의 철학적 개념과 연관이 있기 때문이다.

## 평가

### 박윤선
합동신학교 초대 교장이었던 박윤선 목사는 반틸의 Analogical thinking 개념을 '계시의존사색'으로 번역하여 그의 가르침의 생애 동안 후학들에게 이를 강조하였다.

## 같이 보기

### 주로 관련이 있는 신학자
- 아브라함 카이퍼, 벤저민 워필드, 헤르만 바빙크(개혁교의학 1권)

- 이승구
- 박윤선
- 그렉 반센

### 반틸이 언급하고 참고한 철학자
- 프랜시스 허버트 브래들리, 버나드 보전켓[1]
- 파르메니데스[2]

### 반틸이 반박한 신학자나 철학자
- 루이스 스퍼리 채퍼: 반틸은 그의 조직신학에서 자연인이 가진 이성과 그리스도인의 이성을 동일시하는 것을 반박한다. 즉, 자연인이 가진 이성은 절대로 성경의 계시를 알 수 없다고 말한다.[3]

## 저서들
- A Survey of Christian Epistemology (In Defense of the Faith, vol. II; available online
- Introduction to Systematic Theology (In Defense of the Faith, vol. V)
- Common Grace and the Gospel
- A Christian Theory of Knowledge
- The Defense of the Faith 반틸은 전통적인 어휘를 사용하지 않고, 보다 신학을 평이한 용어로 사용하기를 원했다.
- The Reformed Pastor and Modern Thought
- Christian-Theistic Evidences (In Defense of the Faith, vol. VI), Phillipsburg, N.J.: Presbyterian and Reformed Publishing Co., 1978
- The Doctrine of Scripture (In Defense of the Faith, vol. I), Copyright denDulk Christian Foundation, 1967
- The Sovereignty of Grace: An Appraisal of G.C. Berkouwer's View of Dordt, Nutley, N.J.: Presbyterian and Reformed Publishing Co., 1975
- The New Synthesis Theology of the Netherlands, Nutley, N.J.: Presbyterian and Reformed Publishing Co., 1976
- The Case for Calvinism
- Essays on Christian Education
- Psychology of Religion (In Defense of the Faith, vol. IV)
- The New Hermeneutic
- The Intellectual Challenge of the Gospel (pamphlet)
- Why I Believe in God (pamphlet; available online for free), Philadelphia, Pa.: Westminster Theological Seminary, no date
- Paul at Athens (pamphlet), Phillipsburg, N.J.: Presbyterian and Reformed Publishing Co., 1978
- Karl Barth and Evangelicalism (pamphlet), Nutley, N.J.: Presbyterian and Reformed Publishing Co., 1964
- An Introduction to Systematic Theology 2nd Ed, (Presbyterian and Reformed Publishing Co, 1974) 반틸은 원형/모형의 구분법을 사용하여 신학을 설명하였다.

### 번역된 저서
- 코넬리우스 반틸 변증학 (The Defense of the Faith) 신국원역, P&R, 2012

## 참고 문헌
- 이승구, 『코닐리어스 밴틸: 개혁파 변증학의 선구자』 살림, 2007